# Ioana Olteanu
Ioana Olteanu, férjezett neve Călin (Drăcșenei, 1966. február 25. –) olimpiai és világbajnok román evezős.

## Pályafutása
A Steaua Bucureşti versenyzője volt. 1992 és 2000 között három olimpián vett részt és nyolcasban nyert három érmet. 1992-ben ezüst-, 1996-ban és 2000-ben aranyérmet nyert társaival. 1993 és 1999 között a világbajnokságokon négy arany-, két-két ezüst- és bronzérmet szerzett.

## Sikerei, díjai
- Olimpiai játékok – nyolcas
  - aranyérmes (2): 1996, Atlanta, 2000, Sydney
  - ezüstérmes: 1992, Barcelona
- Világbajnokság
  - aranyérmes (4): 1993, 1997, 1998, 1999 (nyolcas)
  - ezüstérmes (2): 1995 (nyolcas), 1997 (kormányos nélküli négyes)
  - bronzérmes (2): 1994 (nyolcas), 1998 (kétpárevezős)